# Língua apiacá
O apiacá ou apiaká é uma língua pertencente subgrupo VI ( denominada também como família cauaíbe, Kawahíb ou Kawahíwa) do tupi-guarani, falada no Brasil pelo povo Apiacá que, atualmente, habita parte norte do Mato Grosso, sudoeste do Pará e sudeste do Amazonas.

## Situação atual
A língua apiaká é falada por indigenas da etinia Apiaká que tem como território tradicional os cursos de rios em Mato Grosso, Amazonas e Pará, incluindo seus afluentes. Existem sete aldeias Apiaká em Mato Grosso e Pará, e muitos outros Apiaká vivem em cidades e vilas nos três estados da região norte do Brasil. Há também um grupo isolado de parentes Apiaká na região do Pontal do Mato Grosso.
Acredita-se que os Apiakás deixaram de utilizar sua língua materna, em decorrência de um período em que eram compelidos a falar apenas o português. Tal período ocorreu quando trabalhavam para seringueiros e madeireiros na região do Rio Tapajós. Durante essa época, eles eram submetidos a punições severas, inclusive com risco de morte, caso falassem o idioma Apiaká. Esse processo de assimilação linguística foi gradual, e os Apiakás passaram a falar o português não somente por uma questão de obrigatoriedade, mas também por uma tentativa de se integrar na sociedade local e entender o movimento extrativista que ocorria na região.
O número de falantes de Apiacá é incerto entre uma população de cerca de 850 pessoas, tornando a língua gravemente ameaçada de extinção. Atualmente todos os indígenas Apiakás são falantes de português e, possivelmente, outro idioma de etnias próximas, como o Munduruku e Kaiabi.

## Características
A língua Apiaká pertence a divisão Kawahíwa Meridionais do subgrupo VI (Kawahíwa) da família Tupi-Guarani, junto com com as línguas Jupaú, Amondáwa, Karipúna, Apiaká, Kayabí e Piripkúra. 
Características mais gerais em relação ao Proto-Tupi-Guarani (PTG), a língua Apiaká apresenta:
- conservação das consoantes finais
- fusão de **t ∫ e *ts, ambos mudados em h
- mudança de *pw em kw
- conservação de *pj
- conservação de *j
- marcas pronominais de 3ª pessoa masculina, feminina e plural, comuns ao homem e à mulher[5]

## Vocabulário
Vocabulário apiacá (do Tapajós) (Campos 1936):
| Português             | Apiacá                                 |
| --------------------- | -------------------------------------- |
| homem                 | azivá                                  |
| mulher                | cunhá                                  |
| criança               | cunumi                                 |
| pai                   | nhandiraré                             |
| mãe                   | ziêa                                   |
| irmã                  | ziquepehêracaná                        |
| médico                | pagé                                   |
| capitão               | anâzara                                |
| padre                 | mahiranhandevuvápavenhame              |
| brasileiro            | itapoga                                |
| mundurucu             | itãura                                 |
| bravo                 | imandaraive                            |
| manso                 | nhirô                                  |
| medroso               | óqueicê                                |
| piloto                | hearápêtá                              |
| remador               | hêápapôra-hê                           |
| doente                | icarôára                               |
| são                   | dziarôunitzon                          |
| bom                   | iuaron-un-djizon                       |
| mau                   | nin-aroin-run-pezon                    |
| coisa ruim            | nin-aroin-paven-homareupê-aconiquecaná |
| cabelo                | aiáva                                  |
| olho                  | airiêcuára                             |
| boca                  | aizurúa                                |
| barba                 | aivánindivá                            |
| língua                | aicôa                                  |
| nariz                 | aitchin-ha                             |
| orelha                | aiapeáo                                |
| dente                 | airan-ha                               |
| cabeça                | aiacá                                  |
| pescoço               | aicura                                 |
| nuca                  | aiêtôá                                 |
| pomo-de-adão          | aizuioga                               |
| peito                 | aipatchiá                              |
| coração               | aitan-há-há                            |
| coluna vertebral      | aicupecanguevá                         |
| costela               | aizarúca-há                            |
| mama                  | aicama                                 |
| braço                 | aicevá                                 |
| polegar               | aipoána                                |
| indicador             | aipoanapenára                          |
| médio                 | meterêpenára                           |
| anular                | meterêpenára                           |
| mínimo                | aipoáen-hia                            |
| unha                  | aipoápen-há                            |
| mão                   | aipoá                                  |
| ventre                | tirebêcá-hé                            |
| umbigo                | aitôá                                  |
| fígado                | aipê-há                                |
| baço                  | aiêbêpiára                             |
| estômago              | aioguirá                               |
| rim                   | napuçá                                 |
| coxa                  | aiuvá                                  |
| perna                 | aitumacanga                            |
| pé                    | aipêá                                  |
| osso                  | aican-há                               |
| articulação           | orêná-há-há                            |
| pele                  | aipira                                 |
| sangue                | tacuvá                                 |
| suor                  | hê-hai                                 |
| saliva                | arêndegá                               |
| urina                 | aite-há                                |
| fezes                 | areubozaçon                            |
| leite                 | aicambe-há                             |
| carne                 | areó-há                                |
| alimentos             | matê                                   |
| água                  | hê-há                                  |
| palidez               | au-hi-hô                               |
| icterícia             | aitê-há                                |
| febre                 | rauê                                   |
| tosse                 | arená                                  |
| inchação              | direbiganiaroin                        |
| pneumonia             | aicaruaraêa                            |
| dor                   | ai-hê                                  |
| dor de cabeça         | aiacau-hê                              |
| dor de barriga        | aivêcan-hê                             |
| dor na perna          | aitumacan-hê                           |
| parto                 | aimemberá                              |
| ferida                | piruru-há                              |
| remédio               | mô-há-há                               |
| palmeira pindoba      | aguassú                                |
| algodão               | amenezê                                |
| cará                  | cará                                   |
| milho                 | avassia                                |
| banana                | pacová                                 |
| anajá                 | inatá-hi                               |
| jatobá                | zutanvá                                |
| açaí                  | zuzôvá-hi                              |
| castanha              | nhá                                    |
| timbó                 | timbó                                  |
| farinha-d'água        | uiá                                    |
| cipó                  | hê-hê-poá                              |
| caucho                | tapa-há-hô-huêgeuvá                    |
| buriti                | buritivá                               |
| tucum                 | tacumã-uá                              |
| cajá                  | acazátzima                             |
| campo                 | nhuná                                  |
| mata                  | cauêrá                                 |
| planta                | men-ha-hêá                             |
| flor                  | inhátêrá                               |
| fruto                 | ivá                                    |
| feijão                | comandaia                              |
| folha                 | cá-há                                  |
| raiz                  | ivápoá                                 |
| casca                 | ipéa                                   |
| cobra                 | bósa                                   |
| pacu                  | arevôrionê                             |
| jaú                   | jahu                                   |
| onça                  | zauára                                 |
| pium                  | piun                                   |
| carapanã              | nhantchi-hun                           |
| carrapato             | zatavôga                               |
| peixe                 | piqueria                               |
| anta                  | tapira                                 |
| galinha               | nhamocin                               |
| tamanduá              | tamanduá                               |
| coruja                | urucurêaïa                             |
| borboleta             | panamá                                 |
| cachorro              | auará                                  |
| gato                  | zanária                                |
| jacu                  | nhacúpemba                             |
| macuco                | nhambúa                                |
| mutum                 | mutum                                  |
| arara azul            | araróboe                               |
| arara vermelha        | canindé                                |
| jacamim               | urazáó                                 |
| gavião                | coãdua                                 |
| pomba                 | bêcaua                                 |
| pato                  | ipêga                                  |
| marreco               | ipêga                                  |
| macaco                | caïa                                   |
| arraia                | zavêoêra                               |
| jacaré                | jacaré                                 |
| sucuri                | bosua-uá                               |
| tracajá               | zavácia                                |
| ovo de tracajá        | zavácenpiá                             |
| animal                | buza                                   |
| terra                 | aui-hô                                 |
| fogo                  | tá-tá                                  |
| chuva                 | amáuá                                  |
| frio                  | eiró-hia                               |
| calor                 | aicubáéva                              |
| lua                   | zá-hê                                  |
| sol                   | ara                                    |
| céu                   | hivága                                 |
| estrela               | zá-tá-tá-hê                            |
| casa                  | ega                                    |
| maloca                | arêróga                                |
| porta                 | azurua                                 |
| janela                | mani-hama                              |
| tatuagem              | aissúporá                              |
| deus                  | aê-hia                                 |
| um                    | adzipeipotari                          |
| dois                  | mocoêdzipotari                         |
| três                  | moapei                                 |
| quatro                | macôin-hátô                            |
| cinco                 | coaivetê                               |
| muito (mais de cinco) | apotamaporivacoaivátêipotari           |
| pouco                 | coaiváterai                            |
| morro                 | ibêtêrá                                |
| pedra                 | itá                                    |
| Salto Augusto         | Itôá                                   |
| ilha                  | ipã-ua                                 |
| córrego               | icuává                                 |
| rio São Manuel        | Issingú                                |
| flecha                | ôiba                                   |
| arco                  | hibirapóra                             |
| rifle                 | tupã                                   |
| esteira               | pinudzin-há                            |
| carvão                | ibóga                                  |
| linha                 | mimbo-há                               |
| anzol                 | itapotanha                             |
| roupa                 | bira                                   |
| rede                  | tupava                                 |
| panela                | canêra-içá                             |
| fumo                  | petama                                 |
| doce                  | hun-heá-hêçô                           |
| cachaça               | cauentazá                              |
| espelho               | zavaipiacerá                           |
| banco                 | canáná                                 |
| faca                  | amanguari                              |
| branco                | carivá                                 |
| amarelo               | tchin-hu-huintê                        |
| preto                 | hônê                                   |
| vermelho              | ipirapezô                              |
| verde                 | ovê                                    |